# بوبروفکا (شهرستان شیپونوفسکی، سرزمین آلتای)
بوبروفکا (به لاتین: Bobrovka) یک منطقهٔ مسکونی در روسیه است که در سرزمین آلتای واقع شده‌است.